# Eleccions presidencials del Senegal de 1988
El 28 de febrer de 1988 es van celebrar tant eleccions presidencials com legislatives al Senegal per a elegir un President i una Assemblea Nacional. L'actual President Abdou Diouf va derrotar a altres tres candidats en les eleccions presidencials, mentre que en les eleccions a l'Assemblea Nacional el Partit Socialista de Diouf va obtenir 103 dels 120 escons. La participació dels votants va ser del 57,9% en les eleccions a l'Assemblea i del 58,8 en les presidencials.